# Ahwatukee Foothills
Ahwatukee est un quartier de la ville de Phoenix, en Arizona, bordé au nord par le South Mountain Park, à l'est par l'autoroute 10 et les villes de Chandler, Guadalupe, au sud par Tempe, et à l'ouest par la rivière Gila communauté indienne. Il est le quartier le plus au sud de la ville. Le quartier s'étale sur 92,7 km2 et a une population de 77 249  habitants.
Annexé par la ville de Phoenix entre 1978 et 1987, avant que la croissance résidentielle ne devienne importante, de nombreux habitants de Ahwatukee n'associent pas fortement leur quartier avec le reste de la ville, en partie en raison de son isolement géographique.